# Ni'lin
Ni'lin (arabisch نعلين, DMG Niʿlīn) ist ein palästinensisches Dorf mit etwa 4.700 Einwohnern, das zu Ramallah und Al-Bireh in der zentralen Westbank gehört.

## Lage
Ni'lin befindet sich 17 Kilometer westlich von Ramallah und liegt etwa 3 Kilometer östlich der 1949 von Deir Qaddis begrenzten Waffenstillstandslinie (Grüne Linie), nordöstlich von den israelischen Siedlungen Nili und Na'ale, südlich des Dorfes Al-Midya und dem israelischen Siedlungsblock Modi'in Illit (Kiryat Sefer) und nordwestlich von den Dörfern Budrus (4 km) und Qibya (5 km).

## Beschreibung
Das Gebiet hat eine Größe von 15.000 Dunam, von denen 660 städtisch sind. Nach dem Oslo II Abkommen wurden 93,3 % der Stadtfläche als „Gebiet C“ eingestuft. Die meisten Einwohner sind Landwirte. Vor dem Ausbruch der Zweiten Intifada waren viele auch im Bau tätig. Nach Angaben des palästinensischen Zentralamts für Statistik hatte das Dorf Mitte des Jahres 2006 etwa 4.750 Einwohner.
262 Meter über dem Meeresspiegel gelegen, hat Ni'lin milden Winter und heiße, trockene Sommer mit Temperaturen von durchschnittlich 32 °C während des Tages.